# Saint-Germain-d'Aunay
Saint-Germain-d'Aunay è un comune francese di 176 abitanti situato nel dipartimento dell'Orne nella regione della Normandia.

## Società

### Evoluzione demografica
Abitanti censiti